# ミトリダテス3世 (ポントス)
ミトリダテス3世（ギリシア語: Mιθριδάτης）は、第4代ポントス王で、ミトリダテス2世とその妻ラオディケの息子。ミトリダテス3世は、セレウコス朝の王女ラオディケと結婚した。妻との間にミトリダテス4世、ファルナケス1世、ラオディケの3人の子供を儲けた。